# Zvezdanvár
Zvezdanvár (horvátul: Zvizdan-grad) egy ókori eredetű középkori várhely Horvátországban, Vukovár-Szerém megyében.

## Fekvése
Sályi falu határában. a Studva folyó mentén, az erdő mélyén található.

## Története
A zsupanyai városi múzeum régészeinek próbaásatása szerint ennek a régi erődnek három régészeti rétege van, amelyek közül a legrégebbi valószínűleg az ókorból származik. Ezek a leletek kapcsolódnak a Studva menti vadászház alapjainak kiásásakor előkerült leletekhez, melyek a késő rézkori vučedoli kultúrához tartoznak. Nem kizárt, hogy a várat a rómaiak is használták, mert a közelében haladt el a Sisciából (Sziszek) Sirmiumba (Szávaszentdemeter) vezető fontos kereskedelmi és hadiút. Horvát történészek szerint az erődöt a 10. században a környező településeken élő horvátok tovább építették. Ez jelentené a második fázist. A harmadik építési fázis a késő középkorhoz kapcsolódik. 
Az írásos dokumentumok szerint „Zuezdanreue” 1364-ben bukkan fel először a bácsi káptalan oklevelében, melyben a káptalan előtt Maróthi István fiai, István mester, Miklós és János valamint rokonaik az oklevélben részletezett módon megosztották egymás között az oklevélben felsorolt birtokokat.  A vár továbbra is a Maróthiak birtoka volt egészen 1450 utánig, amikor megsemmisült és leégett az ott 1450 után itt lezajlott csatákban. Ezen év után már csak Brod falut említik, amely a vár és a Studva folyó mellett volt. A törökök érkezése idején már Brod falu helye is pusztaság volt, tehát már 1570 előtt kitelepítették.

## A vár mai állapota
Az erőd maradványai ma is láthatóak, de hozzá vezető út hiányában csak gyalogosan érhető el, mivel az erőd körüli területet nem tisztították meg. Az erődöt három oldalról a Studva medre, a negyedik oldalon földsánc övezi. A Zsupanyai Városi Múzeum munkatársai végeztek itt ásatásokat, melyek során falmaradványokat, boltozatokat találtak. Az erőd két építési fázisát azonosították. A mozgatható leletek között középkori kerámiákat, csontokat és fémleleteket találtak. A nagyméretű erőd két szabályos, kerek alakú várárokkal rendelkezett. A külső sekélyebb, a belső pedig nagyon mély és széles volt. Keleti része a Studva folyóval kapcsolódik össze. Az erőd maradványai 1,7 hektár területre terjednek ki. A maradványokat többnyire föld borítja. Az egyik fal 11 méter hosszú és 1,2 méter széles. A belső várárok, amely körülveszi a szigeti erődöt, 163 méter hosszú és 23 méter széles és 10 méter mély. Ilyen nagy árkokat jóval a középkor előtt készítettek, ami ennek az erődnek az ókori eredetét erősíti meg.